# Liste der Premierminister Aserbaidschans
Die Liste der Premierminister von Aserbaidschan beginnt mit dem Jahr 1918, zur Zeit der unabhängigen Demokratische Republik Aserbaidschan, und reicht bis heute. 1920 bis 1991 gab es dieses Amt nicht, da Aserbaidschan ein Teil der Sowjetunion war. Im Jahr 1991, in der Aserbaidschanischen SSR, wurde das Amt wieder eingesetzt, bekam aber nach Ausrufung der Republik Aserbaidschan politisch wenig Bedeutung.

## Premierminister von Aserbaidschan
| Name                                          | Amtsbeginn    | Amtsende          | Partei                    |
| --------------------------------------------- | ------------- | ----------------- | ------------------------- |
|                                               |               |                   |                           |
| Demokratische Republik Aserbaidschan          |               |                   |                           |
| Fətəli Xan Xoyski                             | 28. Mai 1918  | 14. April 1919    | Parteilos                 |
| Nəsib bəy Yusifbəyli                          | 14. Apr. 1919 | 30. März 1920     | Müsavat                   |
| Məmmədhəsən Hacınski                          | 30. März 1920 | 28. April 1920    | Müsavat                   |
| Aserbaidschanische SSR (Teil der Sowjetunion) |               |                   |                           |
| Republik Aserbaidschan                        |               |                   |                           |
| Həsən Həsənov                                 | 7. Feb. 1991  | 07. April 1992    | Parteilos                 |
| Firuz Mustafayev                              | 7. Apr. 1992  | 18. Mai 1992      | Parteilos                 |
| Rəhim Hüseynov                                | 18. Mai 1992  | 26. Januar 1993   | Parteilos                 |
| Əli Məsimov                                   | 26. Jan. 1993 | 28. April 1993    | Volksfront Aserbaidschans |
| Pənah Hüseynov                                | 28. Apr. 1993 | 07. Juni 1993     | Volksfront Aserbaidschans |
| Surət Hüseynov                                | 7. Juni 1993  | 06. Oktober 1994  | Militär                   |
| Fuad Quliyev                                  | 6. Okt. 1994  | 20. Juli 1996     | Neues Aserbaidschan       |
| Artur Rasizadə                                | 20. Juli 1996 | 04. August 2003   | Neues Aserbaidschan       |
| İlham Əliyev                                  | 4. Aug. 2003  | 04. November 2003 | Neues Aserbaidschan       |
| Artur Rasizadə                                | 4. Nov. 2003  | 21. April 2018    | Neues Aserbaidschan       |
| Novruz Məmmədov                               | 21. Apr. 2018 | 08. Oktober 2019  | Neues Aserbaidschan       |
| Əli Əsədov                                    | 8. Okt. 2019  | im Amt            | Neues Aserbaidschan       |